# Тимченко В'ячеслав Миколайович
В'ячеслав Миколайович Тимченко (16 серпня 1971, м. Київ, СРСР) — український хокеїст, захисник. 
Виступав за ШВСМ (Київ), «Сокіл» (Київ), «Нафтохімік» (Нижньокамськ), ХК «Воронеж», «Беркут» (Київ), ХК «Вайсвассер», «Галл Стінгрейс», ХК «Гомель», ХК «Вітебськ».
У складі національної збірної України провів 91 матч (6+12); учасник зимових Олімпійських ігор 2002 (4 матчі, 0+0), учасник чемпіонатів світу 1994 (група C), 2002, 2003, 2005 і 2007. 
Досягнення
- Чемпіон СЄХЛ (2001)
- Чемпіон України (2001)
- Володар Кубка Білорусі (2007)
- Чемпіон Європи у складі юніорської збірної СРСР (1989).